# Lista de atletas brasileiros nos Jogos Olímpicos de Verão de 1924
A lista a seguir discrimina os atletas brasileiros que participaram da Paris 1924, independentemente de terem logrado êxito na busca por medalhas.
Nos Jogos Olímpicos de Verão de 1924, os Jogos de número VIII, realizados em Paris, na França, o Brasil participou pela segunda vez da competição com 12 atletas, todos homens, em 3 esportes: remo, tiro esportivo e estreou no atletismo, além de também disputar a modalidade de literatura na competição de artes.
Subsedes:
Nessa edição, além da Cidade sede, houve também competições nas subsedes de: Villacoublay e Colombes (hipismo); Versailles, Tinqueux, Mourmelon-le-Grand e Issy-les-Moulineaux (tiro esportivo); Le Havre e Meulan (vela); Billancourt (pelota basca); Saint-Mandé, Versailles e Fontainebleau (pentatlo moderno); Saint-Mandé (mergulho, natação e polo aquático); Bois de Boulogne e Saint-Cloud (polo); Saint-Ouen, Vincennes e Colombes (futebol, que também teve disputas na Cidade sede); Colombes ainda abrigou as competições de tênis, ginástica artística, ciclismo de estrada, pentatlo moderno e rúgbi, além das cerimônias de abertura e encerramento.
A delegação chefiada por Américo R. Netto não conquistou nenhuma medalha nessa edição. Desse modo, a lista de medalhistas múltiplos permaneceu inalterada (Vide seção "Multimedalhistas").
Destaque para a dupla de remadores Carlos Castello Branco e Edmundo Castello Branco que na modalidade "esquife duplo" disputou a final e alcançou a 4.ª colocação. Também se destacou, na competição de "artes", o arquiteto Alvar da Silva que conquistou a 4.ª posição.
Abaixo segue a relação dos esportistas brasileiros participantes da Paris 1924.

## Atletismo
Masculino
Eventos de pista e de estrada
| Atleta                     | Modalidade            | Eliminatórias | Eliminatórias | Quartas de final | Quartas de final | Semifinal   | Semifinal   | Final       | Final     | Referência(s) |
| Atleta                     | Modalidade            | Resultado     | Colocação     | Resultado        | Colocação        | Resultado   | Colocação   | Resultado   | Colocação | Referência(s) |
| -------------------------- | --------------------- | ------------- | ------------- | ---------------- | ---------------- | ----------- | ----------- | ----------- | --------- | ------------- |
| Álvaro de Oliveira Ribeiro | 100 m                 | Descon        | 5.°           | Não avançou      | Não avançou      | Não avançou | Não avançou | Não avançou | 79.°      | [ 7 ]         |
| Álvaro de Oliveira Ribeiro | 200 m                 | Descon        | 3.°           | Não avançou      | Não avançou      | Não avançou | Não avançou | Não avançou | 47.°      | [ 8 ]         |
| Álvaro de Oliveira Ribeiro | 400 m                 | DNS           | DNS           | Não avançou      | Não avançou      | Não avançou | Não avançou | Não avançou | 71.°      | [ 9 ]         |
| Narciso Valdares Costa     | 100 m                 | DNS           | DNS           | Não avançou      | Não avançou      | Não avançou | Não avançou | Não avançou | 93.°      | [ 10 ]        |
| Narciso Valdares Costa     | 200 m                 | DNS           | DNS           | Não avançou      | Não avançou      | Não avançou | Não avançou | Não avançou | 73.°      | [ 11 ]        |
| Narciso Valdares Costa     | 400 m                 | Descon        | 3.°           | Não avançou      | Não avançou      | Não avançou | Não avançou | Não avançou | 45.°      | [ 12 ]        |
| Narciso Valdares Costa     | 800 m                 | Descon        | 6.°           | Não avançou      | Não avançou      | Não avançou | Não avançou | Não avançou | 42.°      | [ 13 ]        |
| Alfredo Gomes              | 800 m                 | DNS           | DNS           | _                | _                | Não avançou | Não avançou | Não avançou | 61.°      | [ 13 ]        |
| Alfredo Gomes              | 1500 m                | DNS           | DNS           | _                | _                | _           | _           | Não avançou | 47.°      | [ 14 ]        |
| Alfredo Gomes              | 5000 m                | Descon        | 9.°           | _                | _                | _           | _           | Não avançou | 25.°      | [ 15 ]        |
| Alfredo Gomes              | 3000 m com obstáculos | DNS           | DNS           | _                | _                | _           | _           | Não avançou | =21.°     | [ 16 ]        |
| Alfredo Gomes              | cross country         | _             | _             | _                | _                | _           | _           | DNF         | 37.°      | [ 17 ]        |
| Alberto Byington           | 110 m com barreiras   | Descon        | 6.°           | _                | _                | Não avançou | Não avançou | Não avançou | 29.°      | [ 18 ]        |
| Aldo Travaglia             | 110 m com barreiras   | DNS           | DNS           | _                | _                | Não avançou | Não avançou | Não avançou | 33.°      | [ 18 ]        |
| Eurico de Freitas          | 110 m com barreiras   | DNS           | DNS           | _                | _                | Não avançou | Não avançou | Não avançou | 40.°      | [ 18 ]        |

Eventos de campo
| Atleta                     | Modalidade           | Qualificação | Qualificação | Final       | Final     | Referência(s) |
| Atleta                     | Modalidade           | Resultado    | Colocação    | Resultado   | Colocação | Referência(s) |
| -------------------------- | -------------------- | ------------ | ------------ | ----------- | --------- | ------------- |
| Eurico de Freitas          | salto em altura      | DNS          | =28.°        | Não avançou | =28.°     | [ 19 ]        |
| Eurico de Freitas          | salto com vara       | 3.40         | =5.°         | Não avançou | =11.°     | [ 20 ]        |
| Álvaro de Oliveira Ribeiro | salto em distância   | DNS          | =35.°        | Não avançou | =35.°     | [ 21 ]        |
| José Galimberti            | arremesso de peso    | 11.30        | 9.°          | Não avançou | 25.°      | [ 22 ]        |
| José Galimberti            | lançamento de disco  | 36.52        | 7.°          | Não avançou | 20.°      | [ 23 ]        |
| José Galimberti            | arremesso de martelo | DNS          | =16.°        | Não avançou | =16.°     | [ 24 ]        |
| Octávio Zani               | arremesso de peso    | NM           | 8.°          | Não avançou | 28.°      | [ 25 ]        |
| Octávio Zani               | lançamento de disco  | 35.72        | 10.°         | Não avançou | 23.°      | [ 26 ]        |
| Octávio Zani               | arremesso de martelo | 33.895       | 14.°         | Não avançou | 14.°      | [ 27 ]        |
| Willy Seewald              | lançamento de dardo  | 49.39        | 9.°          | Não avançou | 18.°      | [ 28 ]        |

## Remo
Masculino
| Atleta                                                                     | Modalidade    | Semifinal | Semifinal   | Repescagem  | Repescagem  | Final       | Final     | Referência(s) |
| Atleta                                                                     | Modalidade    | Resultado | Colocação   | Resultado   | Colocação   | Resultado   | Colocação | Referência(s) |
| -------------------------------------------------------------------------- | ------------- | --------- | ----------- | ----------- | ----------- | ----------- | --------- | ------------- |
| Carlos Castello Branco Edmundo Castello Branco                             | esquife duplo | 7:04.00   | 2.° Q       | _           | _           | Descon      | 4.°       | [ 29 ] [ 30 ] |
| Carlos Castello Branco Edmundo Castello Branco Henrique Caruso (timoneiro) | dois com      | DNS       | Não avançou | Não avançou | Não avançou | Não avançou | 6.°       | [ 31 ]        |

## Tiro esportivo
Masculino
| Atleta      | Modalidade            | Resultado | Colocação | Referência(s) |
| ----------- | --------------------- | --------- | --------- | ------------- |
| José Macedo | carabina deitado 50 m | 380.00    | 39.°      | [ 32 ] [ 33 ] |

## Artes
Aberto
| Artista           | Modalidade | Obra         | Catálogo | Colocação | Referência(s) |
| ----------------- | ---------- | ------------ | -------- | --------- | ------------- |
| L. Alvar da Silva | literatura | Desconhecida | _        | AC =4.°   | [ 34 ]        |

## Multimedalhistas
Nesta seção listam-se os atletas brasileiros detentores de pelo menos 2 pódios Olímpicos, desde as edições pregressas, até essa edição. A ordem de classificação se segue pelos seguintes critérios:
1. Maior número de medalhas de ouro;
2. Maior número de medalhas de prata;
3. Maior número de medalhas de bronze;
4. Conquista mais antiga;
5. Esporte ou modalidade mais antiga no programa Olímpico;
6. Ordem alfabética.

| Posição | Atleta             | Esporte        | Ouro | Prata | Bronze | Jogos          | Medalha de ouro | Medalha de prata | Medalha de bronze | Total de medalhas |
| ------- | ------------------ | -------------- | ---- | ----- | ------ | -------------- | --------------- | ---------------- | ----------------- | ----------------- |
| 1.°     | Guilherme Paraense | Tiro esportivo | 1    | 0     | 1      | Antuérpia 1920 | 1               | 0                | 1                 | 2                 |
| 2.°     | Afrânio da Costa   | Tiro esportivo | 0    | 1     | 1      | Antuérpia 1920 | 0               | 1                | 1                 | 2                 |